# Mesentere
In anatomia umana, il mesentere (o mesenterio) è un organo che, a partire dalla parete addominale posteriore, si connette all'intestino mesenteriale (digiuno e ileo).

## Descrizione
L'inserzione sulla parete addominale posteriore avviene secondo una linea obliqua, che parte dalla flessura duodeno-digiunale (che divide il duodeno dal resto dell'intestino tenue), per poi piegare obliquamente in basso e a destra, raggiungendo la fossa iliaca destra. Tale inserzione prende il nome di radice.
Durante il suo decorso il mesentere passa davanti alla terza e alla quarta porzione del duodeno (porzione orizzontale), ai grossi vasi addominali (aorta addominale e vena cava inferiore), all'uretere e al muscolo grande psoas destri.
Come tutti i mesi o ligamenti peritoneali, il mesentere è formato dall'accollamento di due foglietti (o lamine) mesenteriali: uno destro (che guarda in alto e a destra) e uno sinistro (che guarda in basso e a sinistra), nei quali passano i vasi sanguigni, linfatici e i nervi propri dell'intestino mesenteriale. In corrispondenza dell'attacco all'intestino i due foglietti si separano, andando a costituire le lamine viscerali che accoglieranno il digiuno e l'ileo (che pertanto sono organi intraperitoneali).

### Origine embrionale
Il mesentere è presente già nella vita embrionale: durante la quarta settimana di sviluppo il ripiegamento dell'embrione provoca un accollamento di mesoderma splancnico che andrà a costituire il mesentere dorsale, il quale terrà sospeso nella cavità celomatica interna (che diventerà cavità celomatica, pleurica o pericardica) l'intestino primitivo.
Durante la formazione delle gonadi, le cellule germinali primordiali (ovogoni o spermatogoni, a seconda) migreranno dal sacco vitellino alle creste genitali passando attraverso il mesentere dorsale.

## Mesenteriolo
Il mesenteriolo è una piega del peritoneo che collega l'appendice ciecale all'intestino cieco e al mesentere.